# 北京奥加美术馆酒店
北京奥加美术馆酒店，位于北京市朝阳区东直门外大街26号，是一家艺术酒店。

## 简介
奥加美术馆酒店的前身是中服商务酒店，2003年开业。后重新装修并更名为北京奥加饭店。2014年经过重新装修后，更名为奥加美术馆酒店。2014年7月22日，奥加美术馆酒店正式开业，从商务酒店变身为艺术酒店。
奥加美术馆酒店希望创造24小时美术馆，让美术馆可住宿、生活，实现“艺活”理念。酒店将作为艺术家驻留空间。四至八层客房区内，每层楼、每间房都有当代艺术家的作品，各楼层艺术主题各异。刚开业时推出的第一批展览有：八层（8号展厅）李英杰硬石艺术作品展；七层（7号展厅）欧洲经典油画藏品展；六层（6号展厅）王成宇当代油画作品展；五层（5号展厅）梁百庚当代水墨作品展；四层（4号展厅）崔根男写生作品展。
2014年6月，北京市文物局依法按照程序完成了北京英杰硬石艺术博物馆的注册登记，该博物馆正式成为在北京市文物局注册登记的博物馆。北京英杰硬石艺术博物馆是奥加美术馆酒店董事长李英杰在该酒店开设的博物馆。